# نانسى كوفاك
نانسى كوفاك (بالإنجليزية: Nancy Kovack) (و. 1935  م) هي ممثلة مسرحية، وممثلة أفلام، وممثلة تلفزيونية، وعارضة أمريكية، ولدت في فلينت.

## التعليم
تعلمت في جامعة ميشيغان
.

## وصلات خارجية
- نانسى كوفاك على موقع IMDb (الإنجليزية)
- نانسى كوفاك على موقع ألو سيني (الفرنسية)
- نانسى كوفاك على موقع أول موفي (الإنجليزية)
- نانسى كوفاك على موقع قاعدة بيانات برودواي على الإنترنت (الإنجليزية)
- نانسى كوفاك على موقع قاعدة بيانات الأفلام السويدية (السويدية)
- نانسى كوفاك على موقع قاعدة بيانات الأفلام السويدية (السويدية)
- نانسى كوفاك على موقع إن إن دي بي (الإنجليزية)
- نانسى كوفاك على موقع قاعدة بيانات الفيلم (الإنجليزية)
- نانسى كوفاك على موقع كينوبويسك (الروسية)